# Mörbylånga
Mörbylånga ist ein Ort (tätort) auf der schwedischen Insel Öland in der Provinz Kalmar län und der historischen Provinz Öland. Der Hauptort der gleichnamigen Gemeinde ist nur der zweitgrößte Ort der Gemeinde, da er von Färjestaden bezüglich Fläche und Einwohnerzahl übertroffen wird.

## Geschichte

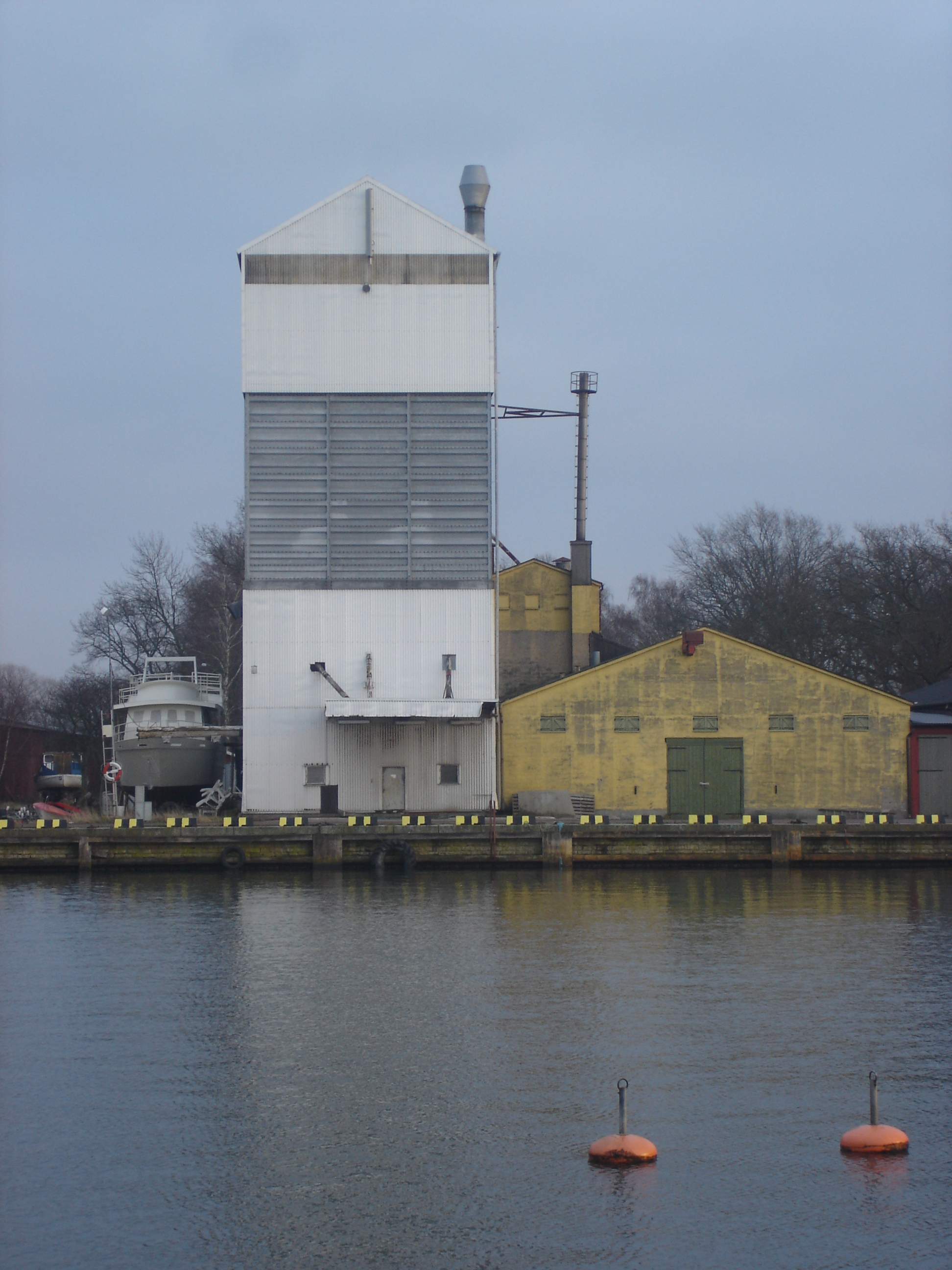
Der Hafen von Mörbylånga

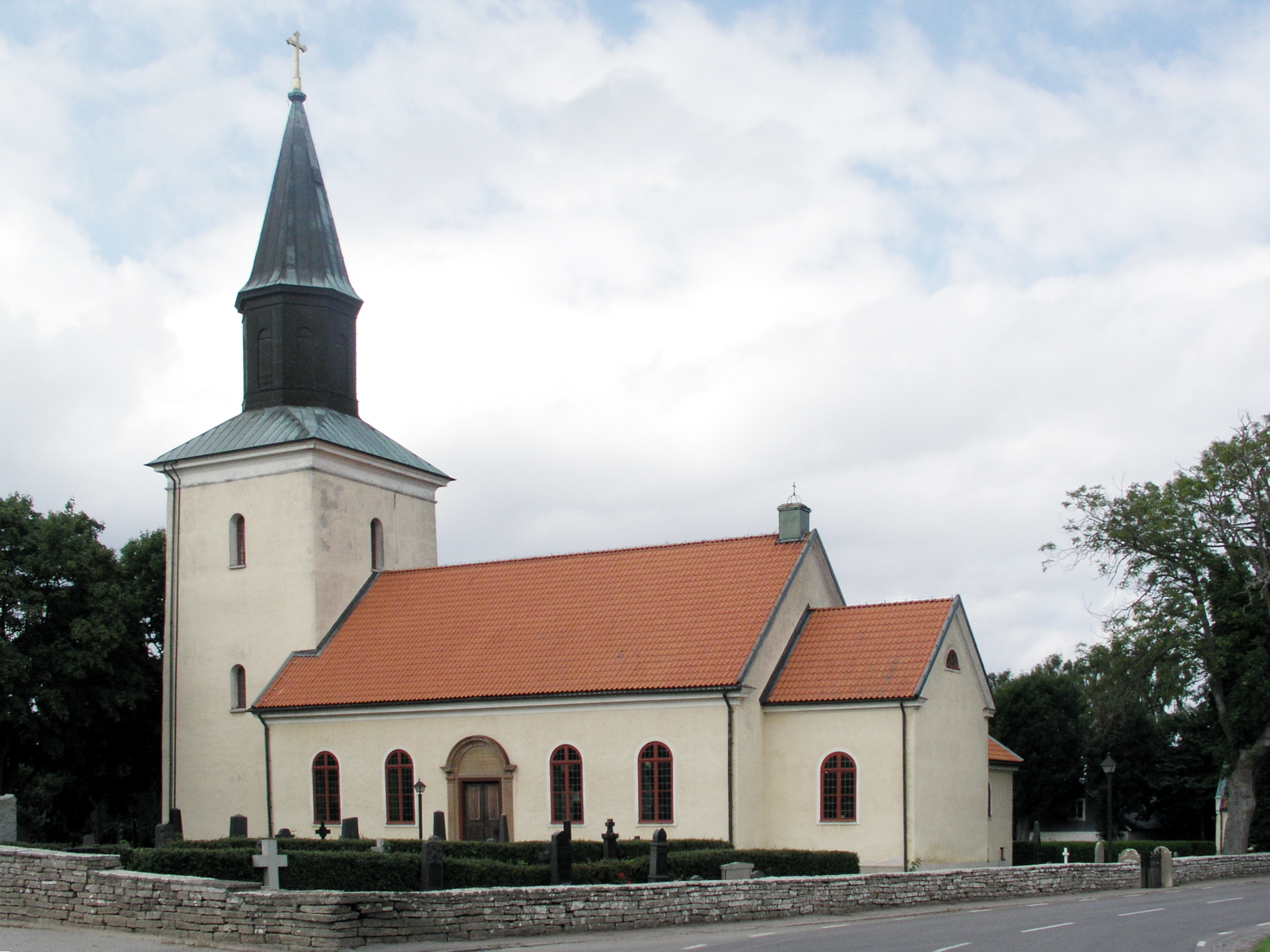
Kirche von Mörbylånga

Älteste Relikte der Geschichte sind die östlich von Mörbylånga gelegenen Ganggräber von Resmo, die südlich des Ortes gelegene Burg von Bårby und der Runenstein in der Kirche von Mörbylånga.
Im Jahre 1820 erhielt Mörbylånga den Status einer freien Minderstadt (köping). Dieser Status wurde abgeschafft, als 1952 die Gemeinde Mörbylånga gegründet wurde. Zuvor hatte der Ort große Anstrengungen unternommen, um die Stadtrechte zu erhalten. Das zeigt sich vor allem in der Ortsgestaltung. So wurde zum Beginn des 20. Jahrhunderts eine Prachtstraße (Esplanaden) vom Hafen durch den Ort gelegt.
Über lange Zeit war Mörbylånga mit Kalmar durch Dampfschiffe verbunden, was sich positiv auf die Entwicklung des Ortes auswirkte. Seit den 1950er Jahren stagniert das Bevölkerungswachstum jedoch.

## Wirtschaft
In den frühen 1990er Jahren wurde die Zuckerfabrik, die bis dahin der größte Arbeitgeber des Ortes war, stillgelegt. Heute ist die Wirtschaft von Mörbylånga durch die Zweige Tourismus, Landwirtschaft und andere Lebensmittelindustrie gekennzeichnet. Viele Bewohner pendeln auch nach Kalmar zur Arbeit.

## Persönlichkeiten
Der schwedische Maler Johann Kinnerus (1705–1759) und der Schauspieler und Regisseur Manne Göthson (1879–1933) wurden in Mörbylånga geboren.
Per Ekström (1844–1935), schwedischer Landschaftsmaler, verstarb in Mörbylånga.